# Väkra
Koordinaten: 58° 27′ N, 22° 50′ O

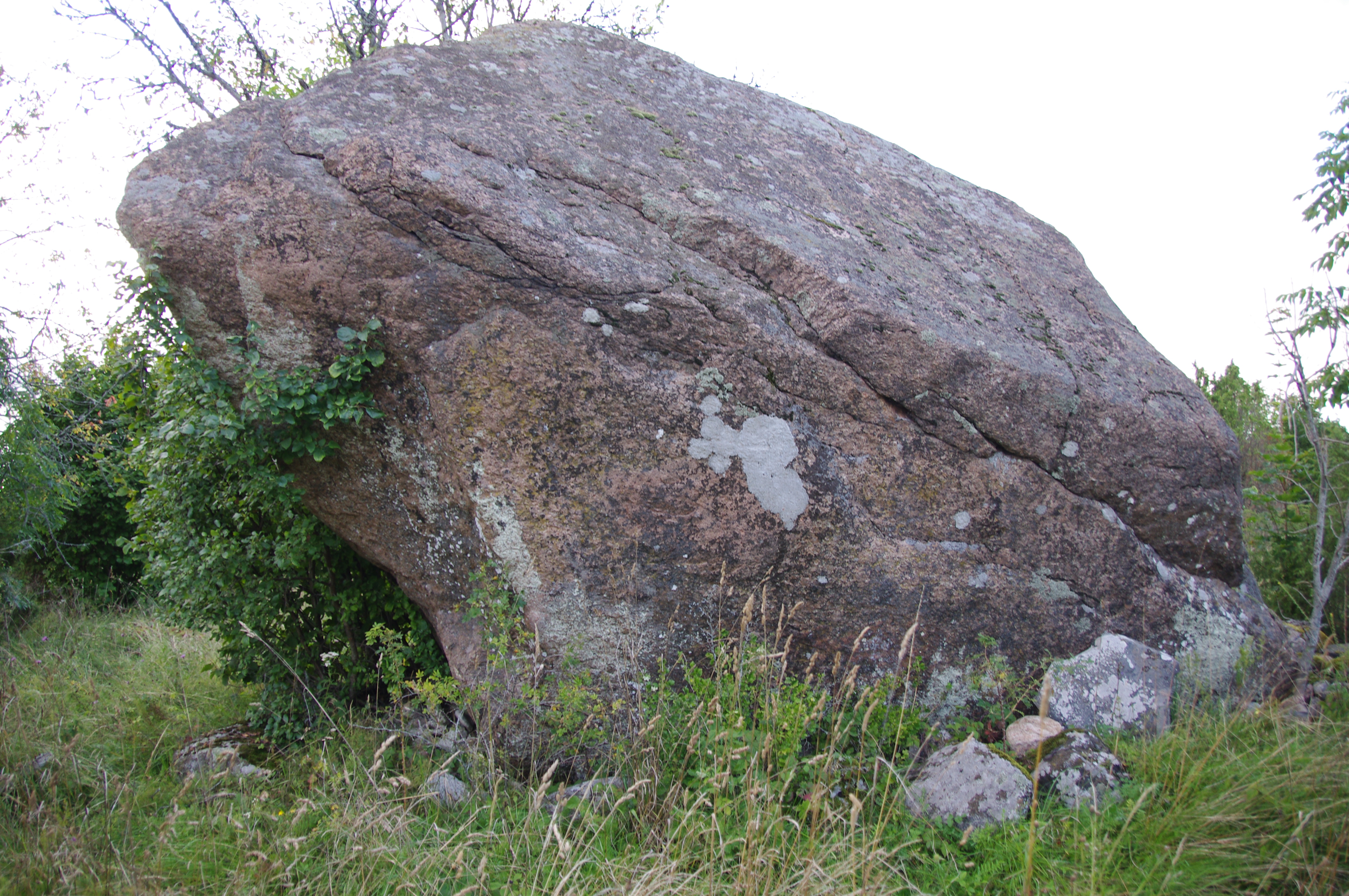
Opferstein von Väkra

Väkra war ein Dorf (estnisch küla) auf der größten estnischen Insel Saaremaa. Es gehörte zur Landgemeinde Saaremaa (bis 2017: Landgemeinde Valjala) im Kreis Saare.
Das Dorf hat keine Einwohner mehr (Stand 31. Dezember 2011).

## Opferstein
Väkra ist vor allem bekannt für den größten Opferstein der Insel. Der hohe, trapezförmige Stein stammt aus dem zweiten Jahrtausend vor Christus. Sein Umfang beträgt 19 Meter, die höchste Stelle liegt 5,1 Meter über dem Boden. Er steht unter Naturschutz.